# 举人谢道惠墓
举人谢道惠墓位于中国浙江省宁波市海曙区集士港镇四明山村，民国墓葬，建于民国二十三年（1934年），用墓包土堆封土，墓后有半圆形砌坎石，墓穴前墓碑高大，碑由碑首、碑身和碑坐组成，碑坐为横长形大条石，2010年9月公布为鄞州区文物保护单位，2018年12月28日因行政区划调整公布为海曙区文物保护单位。